# N’Drin Ulrich Edan
N’Drin Ulrich Edan (ur. 19 października 1992) – iworyjski piłkarz grający na pozycji bramkarza. Od 2017 jest zawodnikiem klubu ASEC Mimosas.

## Kariera klubowa
Od 2017 roku Edan jest zawodnikiem klubu AFAD Djékanou.

## Kariera reprezentacyjna
W 2022 roku Edan został powołany do reprezentacji Wybrzeża Kości Słoniowej na Puchar Narodów Afryki 2021. Nie rozegrał na tym turnieju żadnego meczu.